# Dampiera candicans
Dampiera candicans är en tvåhjärtbladig växtart som beskrevs av Ferdinand von Mueller. Dampiera candicans ingår i släktet Dampiera, och familjen Goodeniaceae. Inga underarter finns listade i Catalogue of Life.